# سیدنی ایستروپ
سیدنی ایستروپ (انگلیسی: Sydney Aistrup؛ ۷ مه ۱۹۰۹ – ۱۹۹۶ (۸۶−۸۷ سال)) بازیکن فوتبال اهل بریتانیا بود.